# Ramón Corral

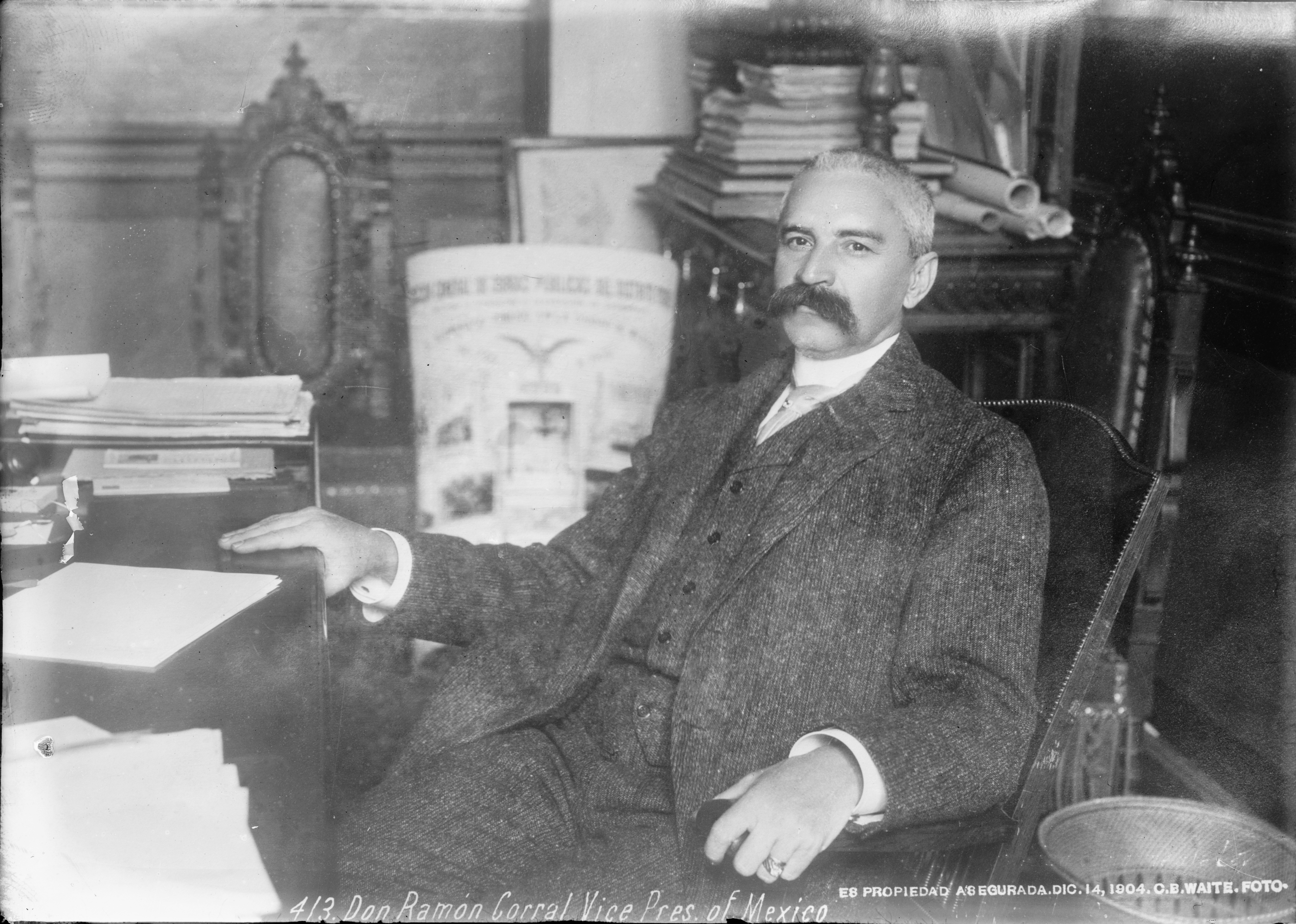
Ramón Corral

Ramón Corral Verdugo (* 10. Januar 1854 in Álamos; † 10. November 1912) war ein mexikanischer Politiker und von 1904 bis 1911 der erste Vizepräsident Mexikos.
Corral erlernte den Beruf eines Druckers und gab Anfang der 1870er Jahre Zeitschriften wie El Fantasma und La Voz de Alamos heraus. 1879 wurde er Sekretär des Gouverneurs von Sonora, 1887 zunächst Vizegouverneur und dann Gouverneur. Bekannt wurde Corral durch die rücksichtslose Niederschlagung des Aufstandes der Yaqui, deren Anführer Cayemé hingerichtet wurde.
1900 wurde er von Präsident Porfirio Díaz zum Gouverneur des Distrito Federal ernannt, 1903 zum Secretario de Gobernación (Innenminister) und 1904 in das neu geschaffene Amt des Vizepräsidenten berufen. 1906 verhinderte er die Hinrichtung der Anführer eines Bergarbeiterstreiks. 
Nach der Neuwahl von Díaz 1910 wurde Corral wieder Vizepräsident. Nach Ausbruch der Mexikanischen Revolution unter Führung von Francisco Madero folgte er Díaz ins Exil nach Paris, wo er 1912 starb.
| Personendaten    | Personendaten                             |
| ---------------- | ----------------------------------------- |
| NAME             | Corral, Ramón                             |
| ALTERNATIVNAMEN  | Corral Verdugo, Ramón                     |
| KURZBESCHREIBUNG | mexikanischer Politiker und Vizepräsident |
| GEBURTSDATUM     | 10. Januar 1854                           |
| GEBURTSORT       | Álamos                                    |
| STERBEDATUM      | 10. November 1912                         |